# Multimedia Home Platform
Pour les articles homonymes, voir MHP.

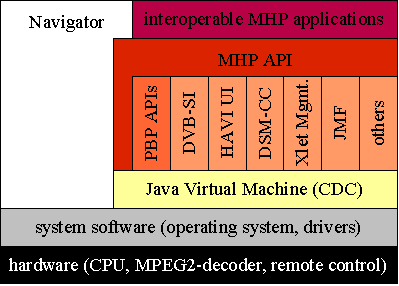
Couches logicielles de MHP.

MHP (Multimedia Home Platform) est une norme créée par le consortium DVB pour la télévision interactive.
MHP permet la réception et l'exécution d'applications interactives en Java sur la télévision.
Les applications de télévision interactive sont envoyées sur un canal de diffusion, avec les flux audio et vidéo.
Il peut s'agir de services d'information, de jeux, d'application de vente à distance, ...
Les applications MHP peuvent utiliser un canal de retour utilisant le protocole internet (IP).